# Arnis
Arnis (dänisch: Arnæs) ist mit weniger als 300 Einwohnern die nach der Einwohnerzahl und mit 0,45 km² die nach der Fläche kleinste Stadt Deutschlands. Sie befindet sich in Schleswig-Holstein auf einer Halbinsel in der Schlei in der Landschaft Angeln im Kreis Schleswig-Flensburg. So hat die Gemeinde auch keine weiteren Ortsteile.
Arnis wurde 1667 von 65 Familien aus dem nahegelegenen Ort Kappeln auf der damals unbewohnten Insel in der Schlei gegründet. Dieser „Auszug nach Arnis“ war ein Akt des Widerstands gegen Detlef von Rumohr, der die Bewohner Kappelns Ende 1666 in die Leibeigenschaft pressen wollte. Seine wirtschaftliche Blütezeit erlebte der Ort in der Mitte des 19. Jahrhunderts mit 88 Handelsschiffen und über 1000 Einwohnern. Die ursprüngliche Anlage der heutigen Stadt, vorgegeben durch einen Landvermesser des Herzogs Christian Albrecht von Schleswig-Holstein-Gottorf, bestimmt heute noch das Ortsbild und trägt mit dazu bei, dass Arnis als touristisches Ziel beliebt ist.

## Geographie

### Geographische Lage

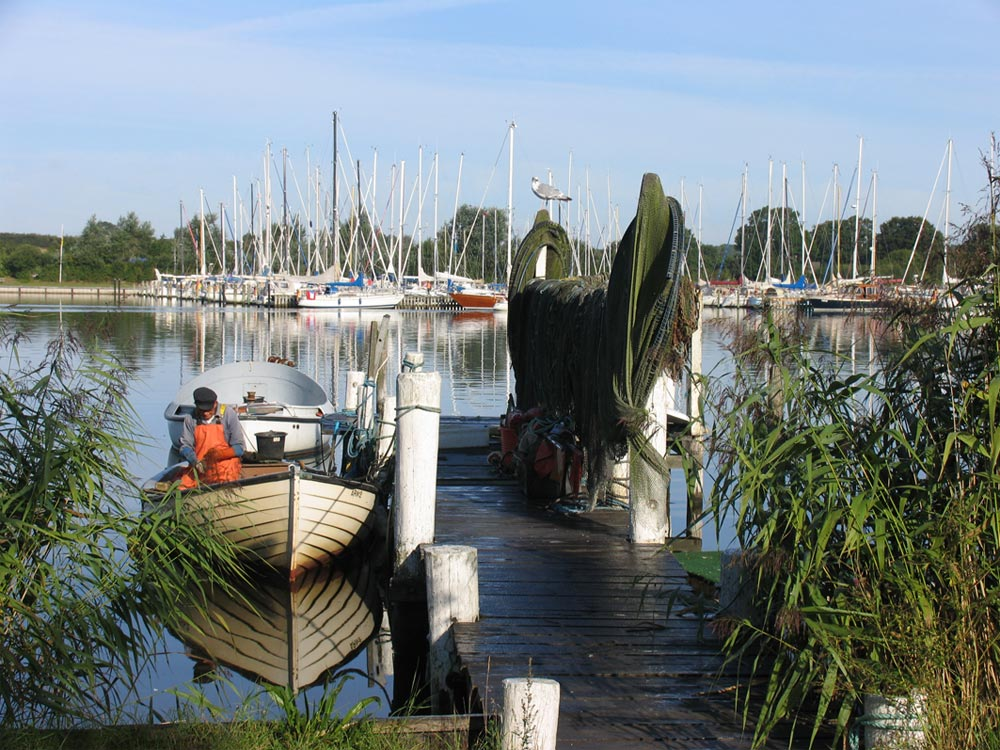
Fischer am Arnisser Noor

Zur Zeit der Ortsgründung war Arnis eine schon 200 Jahre früher durch Abtrennung vom Festland entstandene künstliche Insel in der Schlei, 800 Meter lang und 200 Meter breit. Die 220 m zum Schwansener Ufer sind seit den 1960er Jahren mit einer Motorfähre passierbar. Diese Fährverbindung besteht seit 1826, obwohl das Recht dazu bereits 1667 eingeräumt worden war.
Bis 1796 gab es keine Straßenverbindung nach Arnis. Der erste Damm wurde vom Kirchplatz zum Grödersbyer Ufer aufgeschüttet; das dafür verwendete Material wurde durch Abtragung der ehemaligen Schanze auf dem Kirchberg gewonnen. Der auf die Mitte der Insel gerichtete Chausseedamm wurde 1866/69 erbaut, das Gebiet zwischen beiden Dämmen daraufhin trockengelegt. Aus der Insel wurde so wiederum die Halbinsel Arnis, die heute zur Landschaft Angeln gehört.
Die namensgebende Landzunge („Nis“) am „Aar“, die das Arnisser Noor eingrenzt, hat seit den 1970er Jahren im Rahmen einer Neubebauung etwas von ihrer charakteristischen Form verloren.

### Nachbargemeinden
Nur mit der Gemeinde Grödersby (Kreis Schleswig-Flensburg) hat die Stadt Arnis eine gemeinsame Landgrenze. Am anderen Ufer der Schlei liegt als zweite unmittelbare Nachbarkommune die Gemeinde Winnemark (Kreis Rendsburg-Eckernförde).

## Geschichte

### Erste Spuren menschlicher Besiedlung

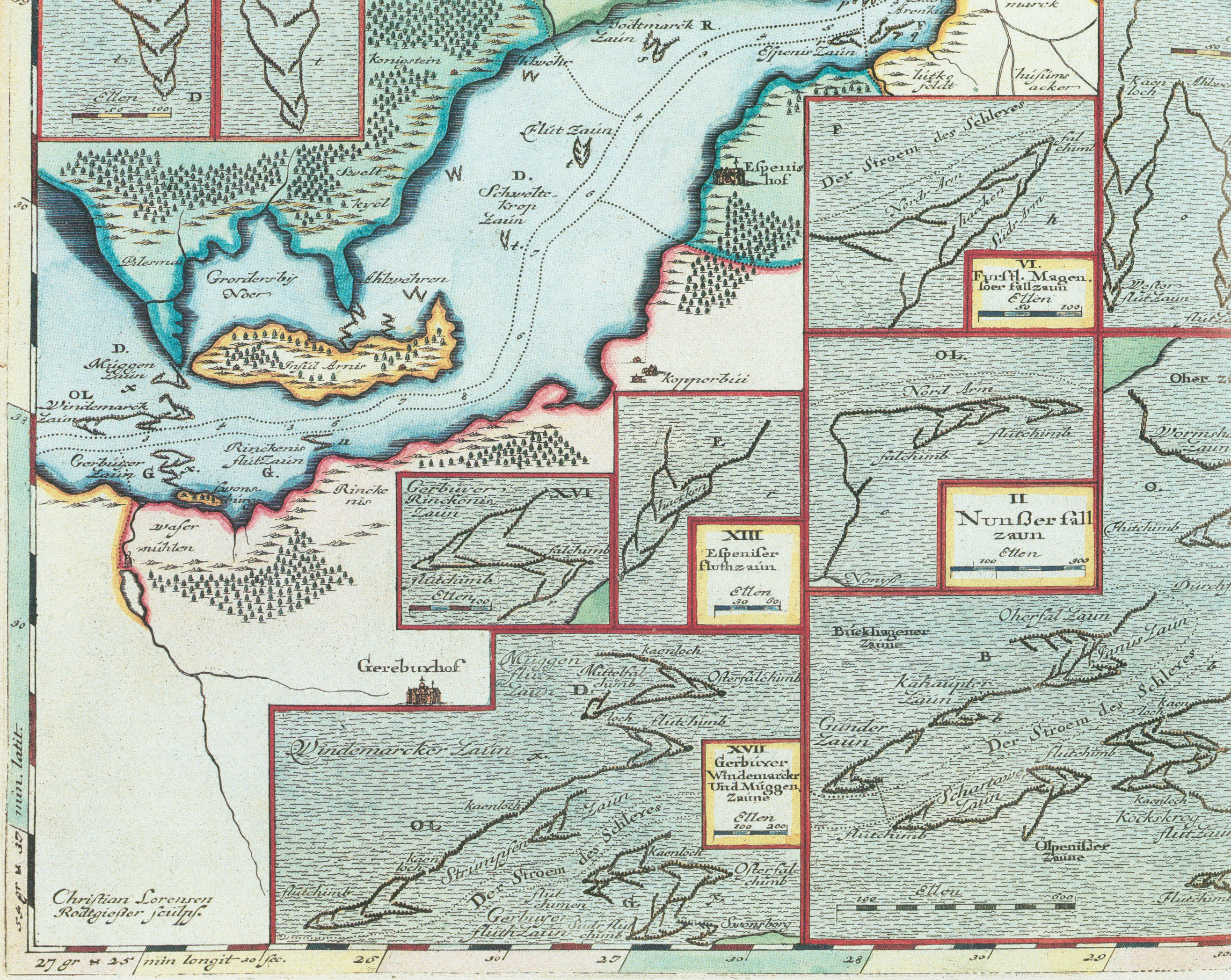
Die Insel Arnis 1665 auf einer der Karten des Kartografen Johannes Mejer, dargestellt wurden im Auftrag von Herzog Friedrich III. die Heringszäune in der Schlei.

Arnis war auch ursprünglich eine Halbinsel in der Schlei. An deren Nordzipfel, dem Aar, wurden Steingeräte und Feuersteinabschläge aus der Jungsteinzeit (ca. 4300–2300 v. Chr.) gefunden. Urkundlich erwähnt wurde der Ort zum ersten Mal 1472 in einer „Dingeswinde“ (einem gerichtlichen Attest) der Schliesharde (Vogtei „Schleiharde“) als „Arnytze“. Dieser Name leitet sich vom altgermanischen aro, arn für „Adler“ und dem dänischen næs für „Nase“ ab und bedeutet demnach „Landvorsprung, wo Adler sind“.
Die ovale Erhebung des heutigen Friedhofs ist in der östlichen Hälfte mit einer Trockenmauer, in der westlichen mit einem Erdwall befestigt. Dabei handelt es sich um die Reste einer spätmittelalterlichen Befestigungsanlage, von der aus, zusammen mit der auf dem südlichen Schleiufer liegenden Schwonsburg, die Schlei-Enge bei Arnis-Sundsacker gut überwacht werden konnte. Die Anlage wurde um 1415 von König Erich von Pommern errichtet, der als sogenannter Unionskönig bis zu seiner Absetzung 1439 über die drei nordischen Reiche Dänemark, Norwegen und Schweden herrschte. Dabei wurde – nach einem aufwendigen Durchstich der Landverbindung nach Angeln – die Schlei zum natürlichen Burggraben der Festung; diese war fortan leichter zu verteidigen. Arnis wurde damit zur Insel. Die Festungsanlagen waren zusammen mit der Schwonsburg Teil eines größeren Systems, mit dem König Erich von Pommern in seinem Konflikt mit den holsteinischen Grafen die Stadt Schleswig auf dem Seeweg von dessen Alliierten abhalten wollte (s. auch Adolf VIII. (Holstein)). Bis wann diese Verteidigungsanlagen genutzt wurden, ist unklar.

### Gründung

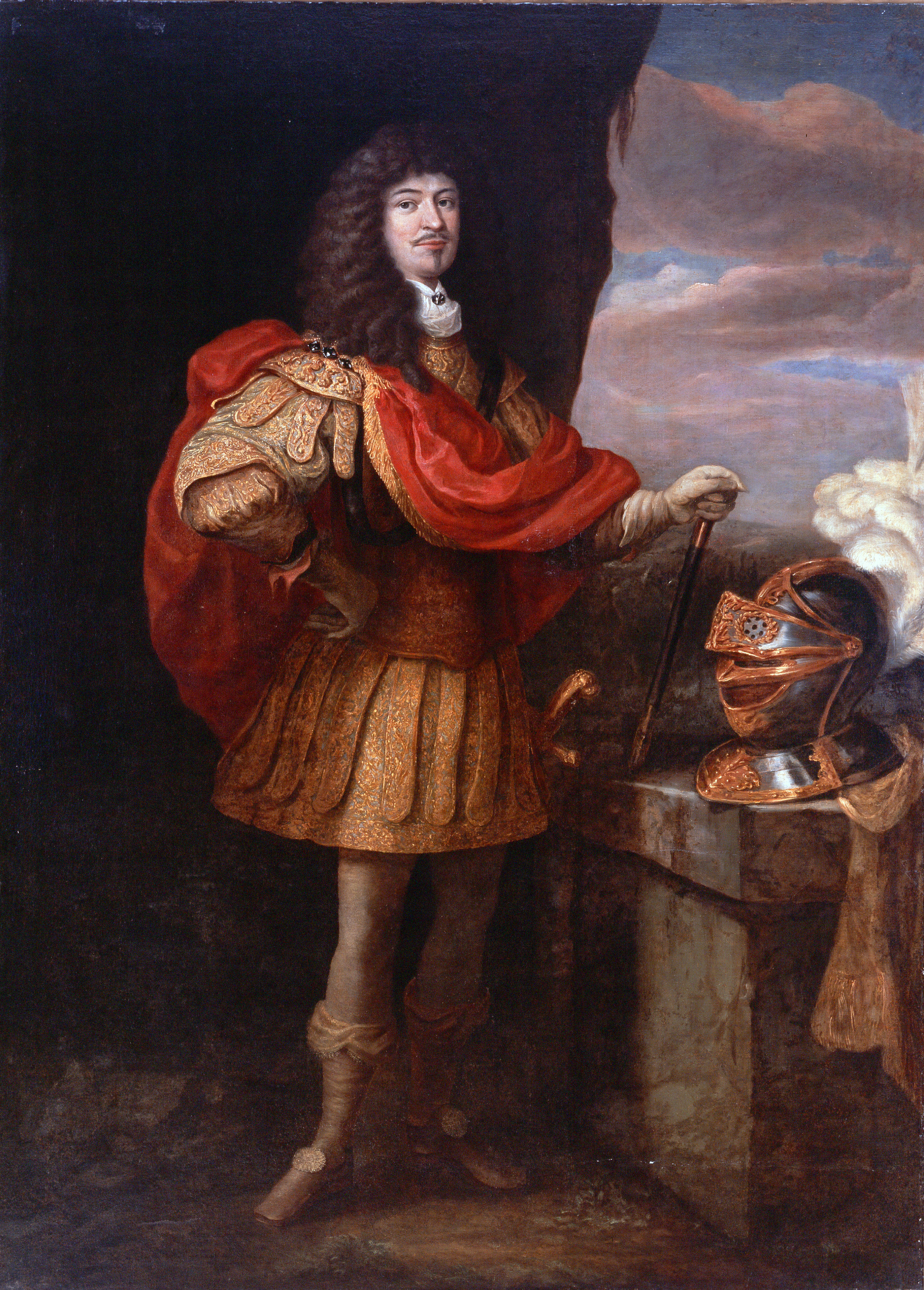
Herzog Christian Albrecht von Schleswig-Holstein-Gottorf (Gemälde von Jürgen Ovens)

Im 17. Jahrhundert waren die Herren von Rumohr auf Gut Roest (nach einem umstrittenen Kauf aus dem Jahr 1533) die Gerichts- und Kirchenherren des nahe gelegenen Fleckens Kappeln. 1666 forderte Detlef von Rumohr von den etwa 750 Einwohnern des Fleckens den Homagial-Eid, bei dem sie ihrem Lehnsherren Gefolgschaft und Treue zusichern mussten. 65 Familien weigerten sich, ihre Freiheit aufzugeben. Sie wandten sich an den Landesherrn Herzog Christian Albrecht von Schleswig-Holstein-Gottorf, der ihnen die südlich von Kappeln in der Schlei gelegene, inzwischen nicht mehr als Verteidigungsanlage genutzte Insel Arnis zuwies. Am Morgen des 11. Mai 1667 leisteten 64 Haushaltsvorstände, 62 Männer und zwei Frauen, vor Ort dem Herzog den Huldigungseid und entzogen sich damit der drohenden Leibeigenschaft. Einer der Ausreisewilligen war an diesem Tag in Kopenhagen und hatte den Eid vorher schriftlich abgelegt. Herzog Christian Albrecht stellte die Insel Arnis den aufsässigen Kappelnern nicht ohne Hintergedanken zur Verfügung. Sein Handeln war eingebunden in die Politik der Loslösung des Herzogtums vom dänischen Königreich. Der Kontrahent Detlef von Rumohr, der die Kappelner in die Leibeigenschaft drängen wollte und damit zur Umsiedlung nach Arnis bewegte, war im Dienst der dänischen Armee gewesen und gehörte der „dänischen“ Partei an. Kappeln sollte mit der Neugründung eines Schifffahrtsstandorts auf herzoglichem Gebiet wirtschaftlich ausgetrocknet werden. Zugleich hofften der Herzog und sein Kanzler, Johann Adolph Kielmann von Kielmannsegg, über diese Gründung, ähnlich wie schon bei der Gründung Friedrichstadts durch Christian Albrechts Vater, eine zusätzliche Einnahmequelle für das zerstückelte Herzogtum zu gewinnen. Kappeln wiederum war Teil des gemeinsam mit dem dänischen König regierten Gebiets, über dessen Einnahmen die Kanzlei in Schloss Gottorf nicht frei verfügen konnte.

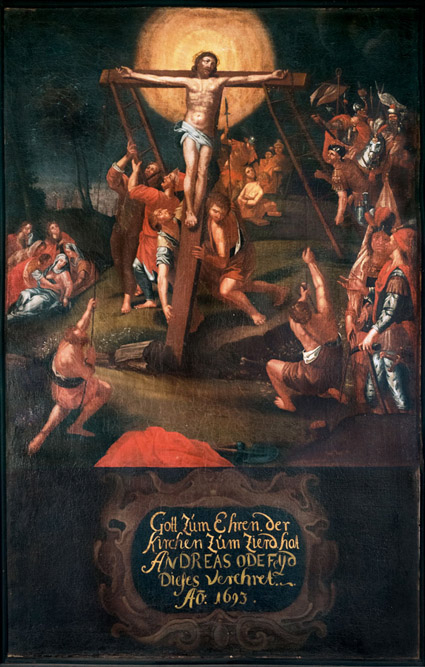
Die Kreuzaufrichtung, gestiftet 1693, der einzige noch erhaltene Gegenstand aus dem Besitz eines Arnisser Bürgers der Gründungszeit

Der Aufbau des zukünftigen Schifferortes verlief sehr viel schwieriger als geplant. Angesichts der drohenden Verödung Kappelns reagierte Detlef von Rumohr mit einer Doppelstrategie. Einerseits setzte er die Auswanderer stark unter Druck, sie durften z. B. ihre Häuser (Fachwerkhäuser waren zerlegbar) nicht mitnehmen, andererseits stellte er sich den bleibewilligen Kappelnern nunmehr als milder Herr dar, der auf den Lehnseid verzichtete. Im Ergebnis wurden nur knapp 30 Häuser auf der Insel Arnis gebaut statt der geplanten 65. Herzog Christian Albrecht wiederum wurde im Rendsburger Rezess kurze Zeit später von seinem Schwager, dem jungen dänischen König Christian V., gezwungen, die Souveränität des Herzogtums zu widerrufen. Er musste nach Hamburg in das Exil fliehen und die Neugründung Arnis drohte im Schwedisch-Brandenburgischen Krieg zu scheitern. Es standen Häuser leer, es starben mehr Menschen als geboren wurden. Trotz dieser Widrigkeiten konnte 1673 die Kirche des neuen Kirchspiels fertiggestellt werden. Die Wende zum Besseren wurde erreicht, als in den letzten Regierungsjahren des Herzogs eine neuerliche zehnjährige Steuerfreiheit für Neusiedler auf der Insel erlassen wurde. Es kamen neue Siedler, die Schifffahrt entwickelte sich. Der erste neue Siedler war vermutlich Andreas Odefeyd, der 1693 der Kirche ein großes Gemälde stiftete, die Kreuzaufrichtung. 1698 war Odefeyd in einer heute noch erhaltenen Steuerrolle der herzoglichen Verwaltung als Bewohner mit einer Steuerbefreiung verzeichnet.

### Wirtschaft im 18. und 19. Jahrhundert
Die Neusiedler auf der Insel Arnis betrieben ab 1700 mit zunehmendem Erfolg Handel im Bereich der westlichen Ostsee. Arnis soll in einigen Jahren über mehr Schiffe als Eckernförde oder Flensburg verfügt haben. Von der Prosperität dieser Zeit zeugen heute noch reich verzierte Grabsteine der Kapitänsfamilien auf dem Arnisser Friedhof. Der Erfolg der Schifffahrt gab auch dem Handwerk der Stadt Impulse; Schiffe wurden auch für Kaufleute aus Hamburg und Bremen gebaut. Der heutige Fährgang war im 18. Jahrhundert ein Zugang zu einem von jedem Bewohner zu nutzenden Werftplatz. 1786 wurde von einer Mühlengesellschaft der wichtigsten Reeder eine Holländerwindmühle gebaut. (In den 1970er Jahren wurde sie abgerissen; der dazugehörige Getreidespeicher wird heute noch als Ferienappartementhaus genutzt.) Es gab ein Gildehaus und eine Meierei. Mit Beginn des 19. Jahrhunderts änderte sich die Bebauung deutlich, es wurden auf vielen Grundstücken Räucherhäuser und Lagergebäude gebaut. Die Mehrzahl der Arnisser Schiffer, die hökernden Schiffer (s. u.), begannen die Fleisch- und Wurstwaren, die sie bislang in Kappeln und andernorts eingekauft hatten, selbst herzustellen. Arnis wandelte sich vom reinen Handelsort zu einem kleinen Hafen mit einer spezialisierten Produktion. Die Fischerei spielte bis in das frühe 19. Jahrhundert keine große Rolle im Wirtschaftsleben.
Große Probleme hatte der Schifferort Arnis während der napoleonischen Kontinentalsperre gegen England, als die traditionellen Handelswege abgesperrt waren. Eine ganze Reihe von Arnisser Schiffen, die ja unter dänischer Flagge fuhren, wurden von der englischen Marine aufgebracht – als Antwort auf die Kontinentalsperre. Nach dem Ende des Krieges überholte Arnis schon bald den größeren Flecken Kappeln in der Zahl und Tonnage der Schiffe. Ab den 1840er-Jahren erlebte der Ort seinen wirtschaftlichen Höhepunkt. 1860 hatte Arnis über 1000 Einwohner und 88 Handelsschiffe. Zudem war Arnis inzwischen ein wichtiger Marktort geworden. Der jährliche mehrtägige Markt begann jeweils mit einem Viehmarkt. Nach dem Bau des alten Damms (1796) wurde Arnis zur beliebtesten Schleiquerung im Osten. In der Folge entstanden eine ganze Reihe von Gastwirtschaften. Vor 1870 soll es mindestens 11 gegeben haben. Probleme traten mit dem Deutsch-Dänischen Krieg im Jahr 1864 auf. Auch in Arnis war die Loslösung von der dänischen Herrschaft zwar erwünscht, im Ergebnis verlor man jedoch durch die Trennung von Dänemark einige Absatzgebiete im skandinavischen Raum, gleichwohl wurden selbst 1873 noch neue Schiffe auf Kiel gelegt. Die Arnisser Segelflotte begann ab den 1870er-Jahren in Folge des Aufkommens der Dampfschifffahrt zu schrumpfen. Zeitgleich verlor man die Stellung als beste Schleiquerung im östlichen Bereich der Förde, als in Kappeln 1867 eine Pontonbrücke gebaut wurde. Die Bedeutung als regionaler Marktort verringerte sich, als nach dem Bau der regionalen Eisenbahnen auch auf dem Lande Kolonialwarengeschäfte aufmachten und die Bauern der umliegenden Dörfer nicht mehr nach Arnis zum Einkaufen fuhren. Als Ausgleich versuchten sich viele Arnisser in der Schleifischerei, es kam zu Konflikten mit den Holmer Fischern. Da man in Arnis 1805, als die Schifffahrt noch florierte, bei einem „Proklam“ der Landesregierung keine Wadenfischerei angemeldet hatte, wurde diese den Arnissern verboten. Es blieb nur die Kleinfischerei. In der Folge der ökonomischen Veränderungen halbierte sich die Einwohnerzahl bis zur Jahrhundertwende. Arnis erlebte eine strukturelle Wirtschaftskrise.

### Selbstorganisation der Seefahrer
Arnis war wie Kappeln davon abhängig, dass es einen ungehinderten Zugang zur Ostsee gab, was ab Beginn des 18. Jahrhunderts nicht immer gegeben war, da die Schleimündung zunehmend versandete. Nachdem die Arnisser und Kappelner Schiffer über Jahre Appelle an die Landesregierung gerichtet hatten, wurde die eigentlich zuständige Stadt Schleswig 1770 aufgefordert, das Stück Land nördlich der ehemaligen Festungsanlage Oldenburg vom damaligen Besitzer des Gutes Olpenitz zu kaufen. Der Kauf wurde erst 1780 vollzogen, im gleichen Jahr erfolgte ein erster Durchstich an der Stelle der heutigen Schleimündung, die sich in den Winterstürmen erweiterte. Eine erste Befestigung mit Pfählen wurde 1782 unter Leitung der Stadt Schleswig angelegt. Diese hatte aber keinen Bestand, und die Schiffer aus Arnis und Kappeln mussten erneut die Landesregierung um Hilfe bitten. Da Schleswig kein weiteres Geld geben wollte, mussten die weiteren Befestigungen 1795 bis 1796 unter der Leitung einer neu gegründeten „Combinierten Schiffergesellschaft zu Kappeln und Arnis“ gebaut werden. Die Finanzierung übernahm allein die Schiffergesellschaft zu Kappeln und Arnis, die dafür von den passierenden Schiffen einen Zoll einnehmen durfte. In Arnis war eine solche Vorfinanzierung durchaus umstritten, letztendlich setzten sich die Befürworter durch. Nach Fertigstellung des Baus gründeten die Kappelner eine eigene Schiffergesellschaft und die „Combinierte“ wurde am 19. Februar 1806 umbenannt in „Arnisser Schiffergesellschaft“. Zu den Aufgaben der Gesellschaft gehörte es, in Not geratene Mitglieder oder Angehörige von Mitgliedern zu unterstützen – sehr oft blieben ja nach einem Schiffsuntergang Witwen allein mit den Kindern zurück. Zu diesem Zweck erhob die Gesellschaft einen Beitrag. Eine weitere Aufgabe war die Durchführung einer jährlichen „Societät“ (eines großen Festes) im Arnisser Schifferhaus. Für dieses Fest gab es genaue Verhaltensregeln, es durften z. B. keine unverheirateten Frauen mitgebracht werden.
Eine Besonderheit des Schifferortes Arnis war die Existenz einer Matrosengesellschaft. Diese wurde am 17. Januar 1798 gegründet. Die Aufgaben der Gesellschaft ähnelten denen der Schiffergesellschaft, es sollten vor allem notleidende Angehörige unterstützt werden. Es wurde ebenfalls eine Lustbarkeit veranstaltet, im „Matrosenhaus“ am „unteren Ende“ in Arnis. Mitglieder mussten Beiträge entrichten, um Kapital anzusammeln. Für die Lustbarkeit gab es ebenfalls einen Verhaltenskodex – wer dagegen verstieß, musste eine Geldstrafe zahlen. Auf diese Weise wurden zusätzliche Einnahmen erzielt. Im Unterschied zur Schiffergesellschaft durften zu den Festen auch unverheiratete Frauen als Begleitung mitgebracht werden. Da die Matrosen über wenig Geld verfügten, stiftete das philanthropisch auftretende Reederehepaar Rosenau zur Gründung einen größeren Geldbetrag. Nach Darstellung von Jochen Bracker war Arnis im frühen 19. Jahrhundert der einzige Hafen, zumindest in Schleswig-Holstein, der über einen Zusammenschluss von Matrosen verfügte.

### Schifffahrt
In Arnis wurde die Schifffahrt nach zwei unterschiedlichen Geschäftsmodellen betrieben, es gab die Trampfahrer und die hökernden Schiffer. Die ersteren waren in den größeren Segelschiffen unterwegs, die zweiten waren zahlenmäßig in der Überzahl. Die Trampfahrer segelten im Frühjahr, sobald der Eisgang auf Schlei und Ostsee dies erlaubte, von Arnis aus zu einem Hafen, in dem sie erfahrungsgemäß am ehesten einen Transportauftrag bekommen würden. Dies konnte Christiania (heute: Oslo) sein, Kopenhagen, Königsberg oder ein anderer Hafen im Bereich der westlichen Ostsee. Es wurden alle Arten von Gütern geladen, Getreide, Holz, Stückgut. Im Zielhafen hoffte man, einen neuen Auftrag zu bekommen. Falls dies nicht möglich war, mussten Leerfahrten unternommen werden. Im Frühwinter wurde auf der jeweils letzten Fahrt von einem skandinavischen Hafen aus Bauholz nach Arnis transportiert, das sich in Angeln und Schwansen gut verkaufen ließ.
Die hökernden Schiffer verkauften in den Häfen von Schleswig-Holstein bis ins südliche Norwegen und westliche Schweden Waren von ihren Schiffen aus direkt an Endverbraucher oder örtliche Gastwirte. Meist waren dies Fleisch- und Wurstprodukte, die durch Pökeln oder Räuchern haltbar gemacht worden waren, oder aber Käse und Butter. Anfangs wurden diese Waren in Kappeln oder im Umland gekauft. Nach 1800 kauften die Schiffer nur noch Rohprodukte bei den Bauern im Umland und produzierten die Fleischwaren selbst. Dies geschah vor allem in den Wintermonaten, wenn man ohnehin witterungsbedingt nicht unterwegs sein konnte.
Als nach 1873 die Trampfahrer zunehmend Probleme durch die sich schnell verbreitenden Dampfschiffe bekamen, konnten die hökernden Schiffer, mit Ausnahmen der dänischen Häfen, zunächst ihre Geschäfte für einige Jahre in Norwegen und Schweden fortsetzen. Ab etwa 1880 begann man auch in diesen Ländern auf die Zollgrenzen zu bestehen, und den Arnisser Schiffern wurde der freie Verkauf auch in Schweden und Norwegen verboten. Die Zahl der Schiffe in Arnis nahm ab.

### Schiffbau
Der Schiffbau und die Werften gehörten schon früh zur typischen Arnisser Mischung von Wohnen und Arbeiten. Auf einem bei der Anlage des Ortes extra frei gelassenen Grundstück (heutiger Fährgang) konnte jeder Bewohner sein Schiff an Land ziehen und überarbeiten. Der älteste nachweisbare Schiffsbau war die Galiot Die Hoffnung im Jahr 1728. Mit Sicherheit sind aber vorher schon Schiffe auf der damaligen Insel gebaut worden. Zum Ende des 18. Jahrhunderts wurden neben den für Arnis typischen Jachten auch viele größere Schiffe, wie Schoner, gebaut. In den 1780er-Jahren sollen 50 bis 60 Schiffszimmerer auf den Werften des Fleckens beschäftigt gewesen sein.
Zu einem Nachlassen der Bautätigkeit muss es in der Zeit bis in die 1840er-Jahre gekommen sein, dies berichtet zumindest der damalige Küster und Chronist des Ortes, Christopher Scharf. In der Mitte des 19. Jahrhunderts erlebte der Schiffsbau seinen zweiten Höhepunkt. Es sind insgesamt vier Werften in der Zeit 1804 bis 1880 nachgewiesen, von 1853 bis 1870 gab es drei Werften, die gleichzeitig Schiffe in Arnis auf Kiel legten. Der produktivste Bootsbauer war F. Johannsen, der mindestens 45 Schiffe baute. Als sich die Dampfschiffe auf der Ostsee durchsetzten, konnte Johannsen noch für Auftraggeber in Altona und Blankenese Segelschiffe bauen, die auch in den 1870er-Jahren in der Ostasienfahrt konkurrenzfähig waren – es fehlten etwa im südostasiatischen Raum für längere Zeit Bunkerstationen für die Dampfschiffe. Sein letztes Schiff, die Bark Sibirien, war mit 382 BRT das größte jemals in Arnis gebaute Schiff. Johannsen baute es 1880 für die Reederei H. A. Jensen in Flensburg. Zur Jahrhundertwende gab es dann keine Werft mehr vor Ort. Die Gründung der heute noch existierenden Werft Otto Eberhardt markierte dann im Jahr 1909 den Beginn der dritten Werftenzeit in Arnis. (s. u.)

### Ambitionen als Bade- und Kurort

Postkarte 1907: Blick auf das noch unbebaute Ufer im Bereich der heutigen Schleiperle, im Hintergrund der Kirchturm

Nach dem Niedergang der Schifffahrt tauchte um 1900 die Idee auf, dem Beispiel der Seebäder Ahlbeck und Cuxhaven zu folgen und aus Arnis einen „klimatischen Luft- und Badekurort zu machen“. Es wurden Prospekte gedruckt, die venezianische Gondeln auf der Schlei vor einem palastartigen Gebäude am Ort der heutigen „Schleiperle“ zeigten. Die Bestrebungen, als Bade- oder Kurort anerkannt zu werden, wurden bis in die 1920er Jahre erfolglos betrieben. 1927 wurde am Badestrand ein Umkleidehaus errichtet, ein Bademeister wurde angestellt. Der Gemeinderat machte sich Hoffnungen, dass die Offa-Quelle, die hier am „alten Damm“ in Ufernähe entspringt, heilende Wirkung habe. Eine Analyse des Quellwassers ergab allerdings lediglich einen hohen Eisengehalt. Trotz dieses Rückschlages konnte bald darauf unter Bürgermeister Frahm in der Schleswigschen Verwaltung die Durchsetzung der Eigenbezeichnung „Bad“ Arnis erreicht werden. Obwohl der Ort nie die Kriterien eines Kurbades erfüllt hatte, wurde diese Bezeichnung noch bis 2009 auf der Ortstafel vorgezeigt, wobei es für einige Jahre noch nicht einmal mehr eine Badestelle gegeben hatte. Seit 1988 kann wieder an historischer Stelle gebadet werden. Die Offa-Quelle entspringt heute im flachen Wasser; ein neuerlicher Versuch, zusammen mit der Gemeinde Grödersby, hieraus mithilfe von EU-Fördermitteln eine kleine touristische Attraktion zu machen, hatte keinen Erfolg.

### Wirtschaftliche Umorientierung im 20. Jahrhundert
Im ersten Jahrzehnt des 20. Jahrhunderts wurden die Grundlagen dafür gelegt, dass sich Arnis wirtschaftlich neu definieren konnte. Die Abwanderung der Bevölkerung konnte gestoppt werden, die Einwohnerzahl pendelte sich bis in die 1940er-Jahre bei 450 bis 500 ein. Das Werben um Sommergäste begann Früchte zu tragen, zumindest in den Sommermonaten wurde der Tourismus ein wichtiger wirtschaftlicher Faktor. Einen entscheidenden Schub gab die Ausrichtung der ersten spontanen Segelregatta von Arnis aus im Jahr 1901. Damals waren Regatten nur auf dem Wannsee in Berlin und – vom kaiserlichen Yachtclub organisiert – in Kiel bekannt. Die erste Regatta wurde vom Hamburger Heinrich Thedsen organisiert, der auch die Initiative zur Gründung des Arnisser Segelclubs ASC ergriff. Ab den 1910er-Jahren entwickelte Arnis sich zu einem kleinen „Mekka des Segelsports“ im Norden. An der Schleiwoche ab den 1920er-Jahren nahm auch Prinz Heinrich mit seiner Hochseejacht teil.
Zeitgleich wurden in Arnis wieder Werften gegründet, zuerst 1909 die Schiffswerft Otto Eberhardt und dann 1919 die Boots- und spätere Yachtwerft Matthiessen und Paulsen. Beide Werften bauten anfangs ein breites Programm vom Ruderboot über den Fischkutter bis zum Passagierschiff für die Binnenschifffahrt. Mit dem Aufkommen des Segelsports in Arnis wurde der Jachtbau immer wichtiger. Im gesamten 20. Jahrhundert waren in den Werften immer eine größere Zahl von Menschen beschäftigt.
Als dritter Faktor der wirtschaftlichen Erholung entwickelte sich das 1905 von dem in Tondern geborenen Kaufmann Hans Nissen gegründete Unternehmen „Hania“ sehr schnell. Nissen kaufte mit dem Kapital seiner Frau Frieda Löbner ein Haus mit einem Kolonialwarengeschäft und begann zeitgleich einen Kohlenhandel. Er importierte billige Kohle aus England auf dänischen Segelschiffen, die unter der Konkurrenz der Dampfschiffe zu niedrigsten Tarifen fuhren. Mit dem Kohlenhandel nahm Hans Nissen soviel Geld ein, dass er schon 1909 am Ortseingang in Arnis das „Kaufhaus Arnis“ bauen konnte, ein zweistöckiges Haus im großstädtischen Stil. Im Laufe des 20. Jahrhunderts entwickelte Nissens Firma sich zum größten Kohlenhändler in Schleswig-Holstein. Er belieferte Kraftwerke und Krankenhäuser – dann allerdings von anderen Firmenstandorten aus. Mit den Gewinnen erweiterte er zuerst das kleine Kaufhaus, das wieder Bauern der umliegenden Dörfer zum Einkaufen in Arnis anlockte. Ab den 1920er-Jahren kaufte er einen beachtlichen Immobilienbesitz in Arnis zusammen. Die Häuser in seinem Besitz waren daran zu erkennen, dass die Fensterflügel im „Hania-Blau“ gestrichen waren, einem besonderen Blauton. Hans Nissen war ein früher Verfechter der Corporate Identity: Seine Lastwagenflotte war im „Hania-Blau“ gestrichen, der jährliche „Hania-Kalender“, der in ganz Angeln und Schwansen in vielen Wohnstuben hing, zeichnete sich ebenfalls durch diese Farbe aus. Nissens „Hania“ war neben den Werften der größte Arbeitgeber im Ort.

### Stadtrecht
Arnis hatte nach 1866 wie 24 andere Gemeinden Schleswig-Holsteins den Status eines Fleckens. Nach der Volkszählung von 1885 hatte Arnis 572 Einwohner. Bis 1920 verloren alle anderen Gemeinden den Status des Marktfleckens oder wurden zu Städten, einzig Arnis behielt ihn. Im Zuge der 1934 unter den Nationalsozialisten durchgeführten Änderung des bis dahin geltenden fortschrittlichen preußischen Gemeindeverfassungsgesetzes wurde aus dem Flecken Arnis die Stadt Arnis, was sich aus dem Umstand ergab, dass zunächst alle Flecken das Stadtrecht auf Probe erhielten. Dieses musste der Regierungspräsident bestätigen, der es im Fall von Arnis mit Hinweis auf die städtische Struktur des Ortes auch tat. Auf diese Weise profitierte Arnis von einem Gesetz, das ein Element der nationalsozialistischen Gleichschaltung war. So wurde unter anderem das kommunale Wahlrecht abgeschafft. Die ersten freigewählten Stadtvertreter konnten somit erst 1946 unter der britischen Militärregierung gewählt werden.

### Arnis im Nationalsozialismus
In den 1920er Jahren lebten in Arnis ungewöhnlich viele alte Menschen. Junge Familien hatten in den Zeiten der Krise den Ort verlassen, zu bescheidenem Wohlstand gekommene Pensionäre (ehemalige Kapitäne z. B. bei der Hapag) waren zurückgekehrt und lebten von Ersparnissen, die sie angelegt hatten. Diese Vermögen wurden in der Inflationszeit wertlos. Die Vermietung von Zimmern an Sommergäste half, bis 1929 die Wirtschaftskrise ausbrach. Die Zahl der Sommergäste ging stark zurück. Man dachte hier, wie im gesamten südlichen Teil des ehemaligen Herzogtums Schleswig, vgl. auch die Volksabstimmungen 1920 und den Anschluss des nördlichen Teils an Dänemark, ausgesprochen national, und die NSDAP erhielt schon früh großen Zuspruch. Schon 1930 war bei der Reichstagswahl der Stimmenanteil für die NSDAP in Arnis mit 40,3 % sehr hoch. Wie auch die nördlichen Landkreise Schleswig, Flensburg und Tondern wurde Arnis innerhalb Deutschlands zu einer Hochburg der Nationalsozialisten.
Als es 1933 zur „Machtergreifung“ der Nationalsozialisten in Berlin kam, begrüßte es der damalige Pastor Arnis'. Zu dieser Zeit gab es in Arnis bereits einen Bürgermeister, der der NSDAP angehörte. Einige wichtige NSDAP-Parteimitglieder waren in kleinkriminelle Angelegenheiten verwickelt: Alkoholschmuggel mit Fischerbooten über die Ostsee. 1927 hatte der damalige Bürgermeister Frahm, auch NSDAP-Mitglied, sein Amt niederlegen müssen, weil er als Gastwirt den von Fischern geschmuggelten Alkohol gewinnbringend verkauft hatte. Trotz der Verurteilung wurde seine Gastwirtschaft, der „Angeln Schwansener Hof“, Parteilokal – Frahms Sohn war Zellenwart der Partei. Die anderen Verurteilten wurden anders behandelt. Ein Fischer erhielt nach der Rückkehr aus der Haft vom Bürgermeister Peter Holstein (NSDAP) keinen Fischereischein mehr, was einem Berufsverbot gleichkam. Da ihm von Holstein auch die Winterhilfe verweigert wurde, drohte die Zwangsversteigerung seines Hauses.
Insgesamt starben 59 Arnisser bei einer Bevölkerung von knapp 500 Menschen während des Zweiten Weltkriegs.

### Nachkriegszeit

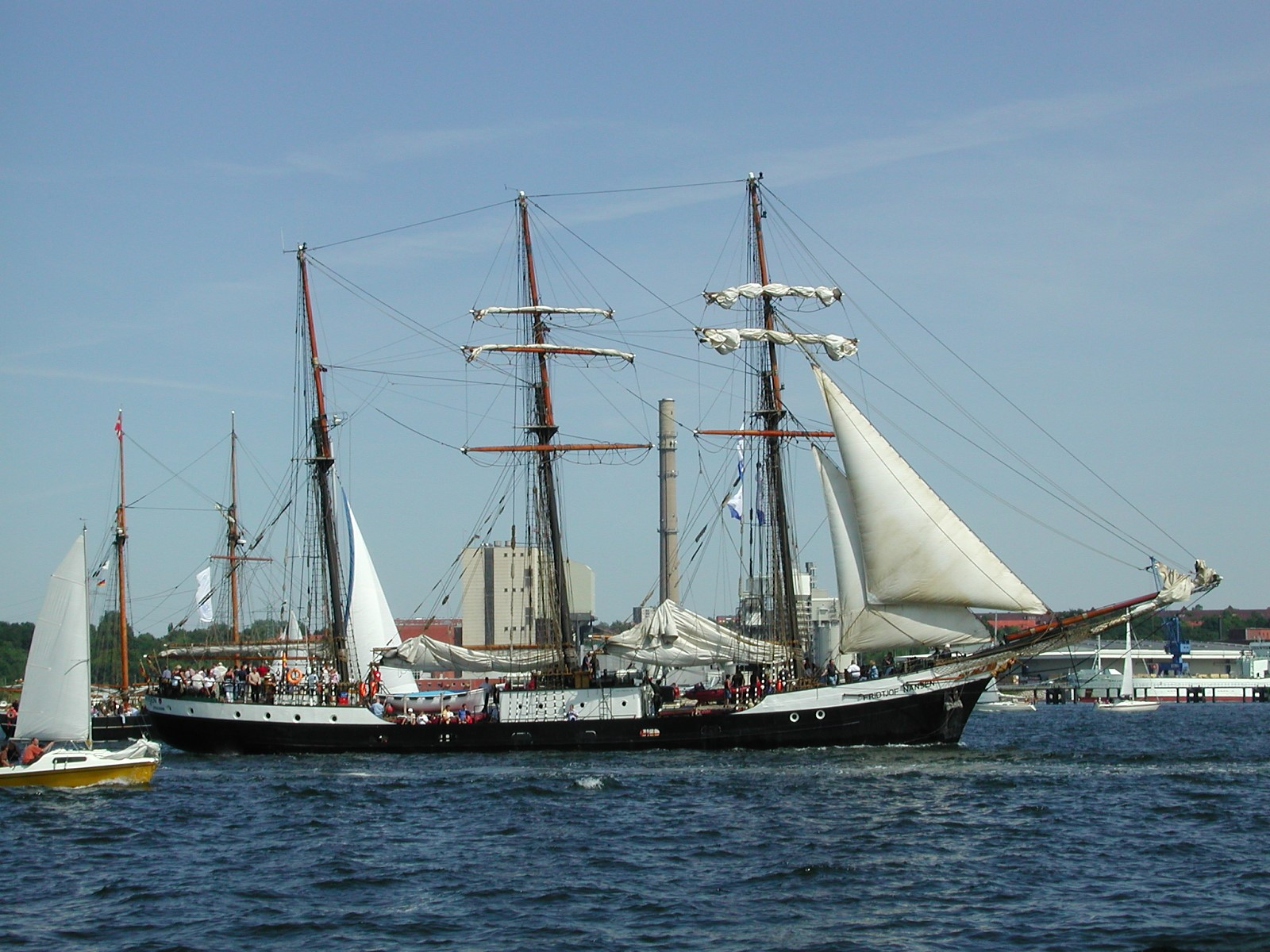
Der Dreimaster Fridtjof Nansen hatte als Gertrud II von 1927 bis 1934 Arnis als Heimathafen.

Schon vor dem Ende des Zweiten Weltkrieges nahm die Stadt eine große Zahl von Menschen auf, die vor den Bombardierungen Hamburgs und Kiels geflüchtet waren. Später kamen Flüchtlinge vor allem aus Ostpreußen und dem Samland. Bis zum Ende der 1940er Jahre wurde beinahe jeder Raum in den kleinen Häusern von je einer kompletten Familie bewohnt. Die Einwohnerzahl verdoppelte sich, ein weiteres Mal lebten auf der Halbinsel über 1000 Menschen. Unter den Flüchtlingen waren auch Fischerfamilien, die in Arnis blieben und heute noch Kutterfischerei betreiben.
In den 1950er Jahren war mit der Familie Leistikow noch eine Kapitäns- und Reederfamilie in Arnis ansässig. Das Kümo ARN VII des Kapitäns Martin Leistikow hatte von 1944 bis 1957 Arnis als Heimathafen. Ein berühmter Vorgänger war der Dreimaster Fridtjof Nansen, der unter dem Eigner M. P. F. Leistikow ab 1927 den Namen Gertrud II trug. 1958 wurde der Sitz der Reederei nach Rendsburg verlegt.

### Das heutige Arnis

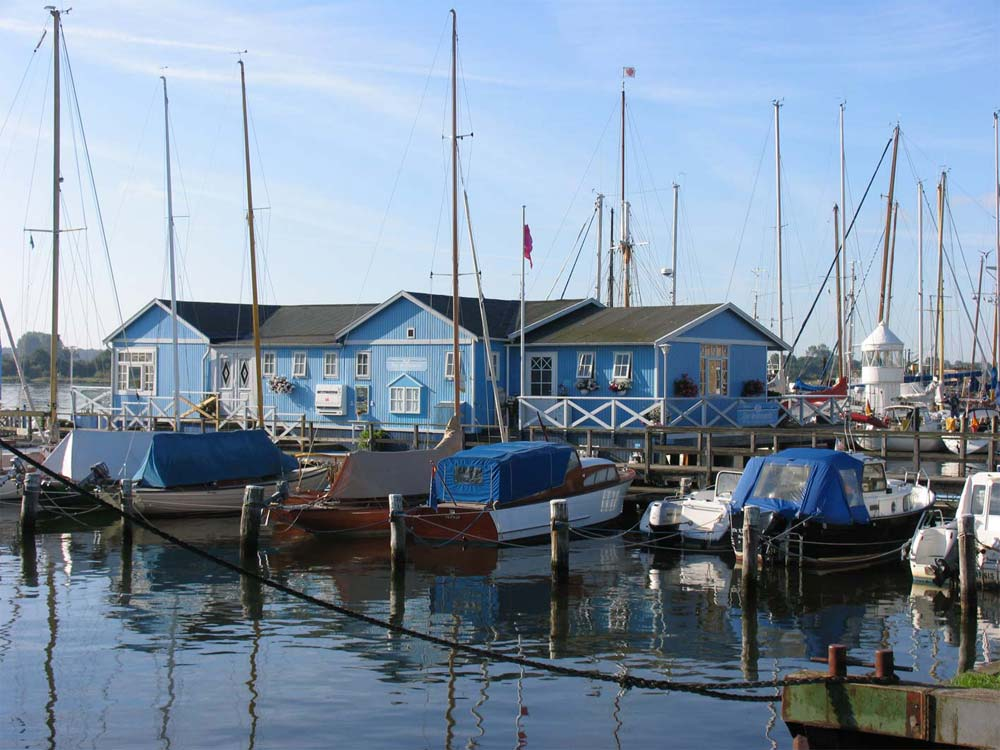
Die „Schleiperle“ an der „Dampferbrücke“ in Arnis wurde 1995 nach 100 Jahren angehoben und neu auf Pfählen gegründet.

Ab den 1960er Jahren verlor Arnis ein weiteres Mal sehr viele Einwohner. In den späten 1960er Jahren wurde die zweiklassige Schule der Stadt zugunsten einer „Dörfergemeinschaftsschule“ in Habertwedt geschlossen. Etliche Eltern schickten damals aus Protest ihre Kinder auf die noch verbliebene dänische Schule, die auf diese Weise bis in die 1980er Jahre überlebte.
Aus dem Fischer- und Schifferort wurde in den Folgejahren zunehmend ein Schmuckstück des Tourismus. Nachdem eine Zeit lang die verkauften Arnisser Häuser von ihren neuen Eigentümern überwiegend als Feriendomizile benutzt wurden, siedelten sich schließlich in den letzten beiden Jahrzehnten des 20. Jahrhunderts jüngere Familien an, die vor Ort wieder eine neue, auf den Segelsport bezogene Geschäftstätigkeit begannen. Hierbei spielen die Werften nach wie vor eine wichtige Rolle im ökonomischen wie im täglichen Leben. Die Werft Matthiesen & Paulsen war dabei seit den 1960er Jahren die Keimzelle für einen wirtschaftlichen Cluster „Bootsbau und Segelsport“ an der östlichen Schlei.
Die Einwohnerzahl dieser kleinen Stadt ist umstritten. Im Jahr 2006 berichtete die regionale Zeitung, der Schleibote, in mehreren Artikeln darüber, dass Arnis nach Angaben des Einwohnermeldeamtes in Kappeln im Jahr 2005 354, nach Angaben des Statistischen Landesamtes jedoch im selben Jahr nur 314 Einwohner habe. Nach Aussagen des Arnisser Bürgermeisters können die Daten dieser beiden Zahlenwerke aufgrund von Bestimmungen des Datenschutzes nicht abgeglichen werden. Unbestritten ist aber der Rang als kleinste Stadt Deutschlands. Zudem hat Arnis unter den 100 kleinsten Städten Deutschlands mit 669 Einwohnern pro Quadratkilometer die höchste Bevölkerungsdichte.
Arnis war unter anderem auch bekannt als einer der Drehorte für die ZDF-Serie Der Landarzt.
Während des Ostseesturmhochwassers im Oktober 2023 kam es zu einem Deichbruch in Arnis, in dessen Folge große Teile des Ortes überflutet wurden.

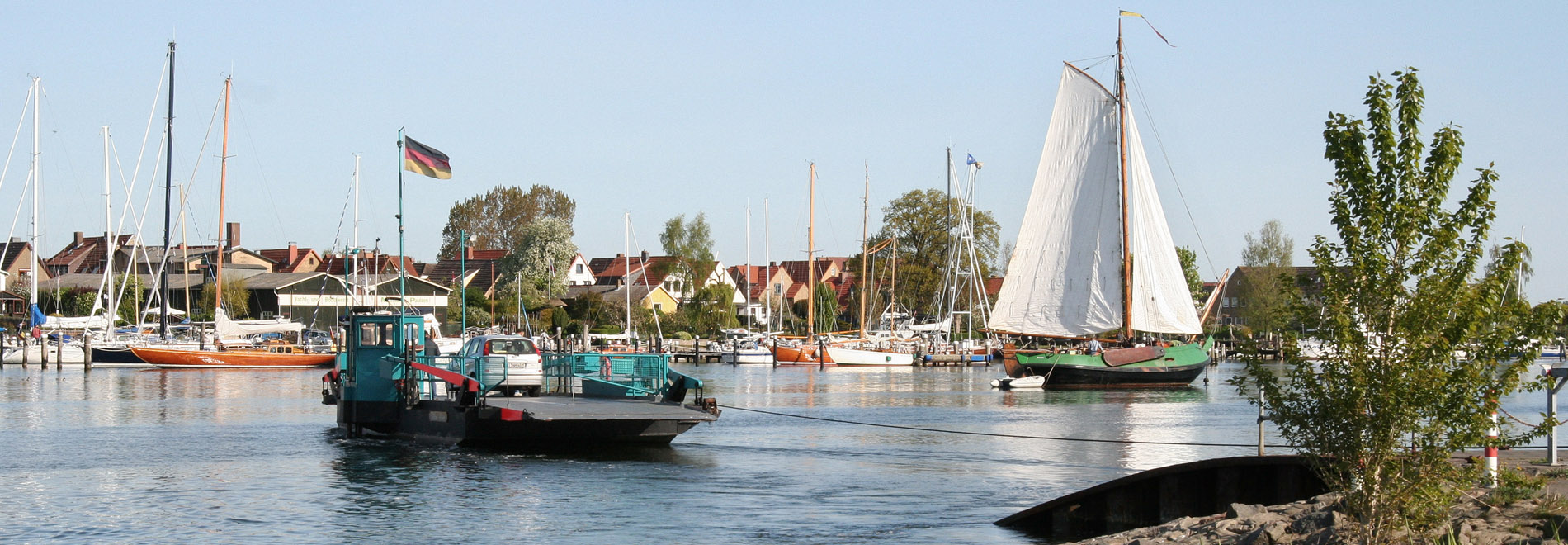
Die Arnisser Fähre und ein Blick auf Arnis von Sundsacker aus gesehen (2007)

## Architektur und Stadtentwicklung

### Anlage der Siedlung
Nach der Rodung des ursprünglich vorhandenen Baumbestandes wurde 1667 die neue Siedlung nach einem strengen Plan angelegt. Die Mittelachse der Insel wurde als Straße (heute: Lange Straße) geplant, an der dann die Häuser giebelseitig auf gleich großen Grundstücken gebaut werden sollten. Die Breite der Grundstücke betrug (und beträgt heute noch immer) zehn Meter, die Länge ergab sich aus der jeweiligen Entfernung zum Wasser.
Jede Familie sollte damit ein annähernd einheitlich großes Grundstück erhalten.
In den ersten Jahren wurden die Häuser unzusammenhängend an verschiedenen Plätzen errichtet, erst allmählich ergab sich das heute bekannte Bild mit dicht an dicht stehenden Häusern. Ausnahmen von dieser Regel befinden sich noch heute vor allem an den Enden der Langen Straße sowie im Bereich des Ortszuganges von der Angelner Seite. Am westlichen Ende, oder oberen Ende, wie in Arnis gesagt wird, stehen kurz vor der Verzweigung zur Schul- und Parkstraße mehrere Häuser traufständig zur Straße, so das Pastorat.

### Hausbau in Arnis

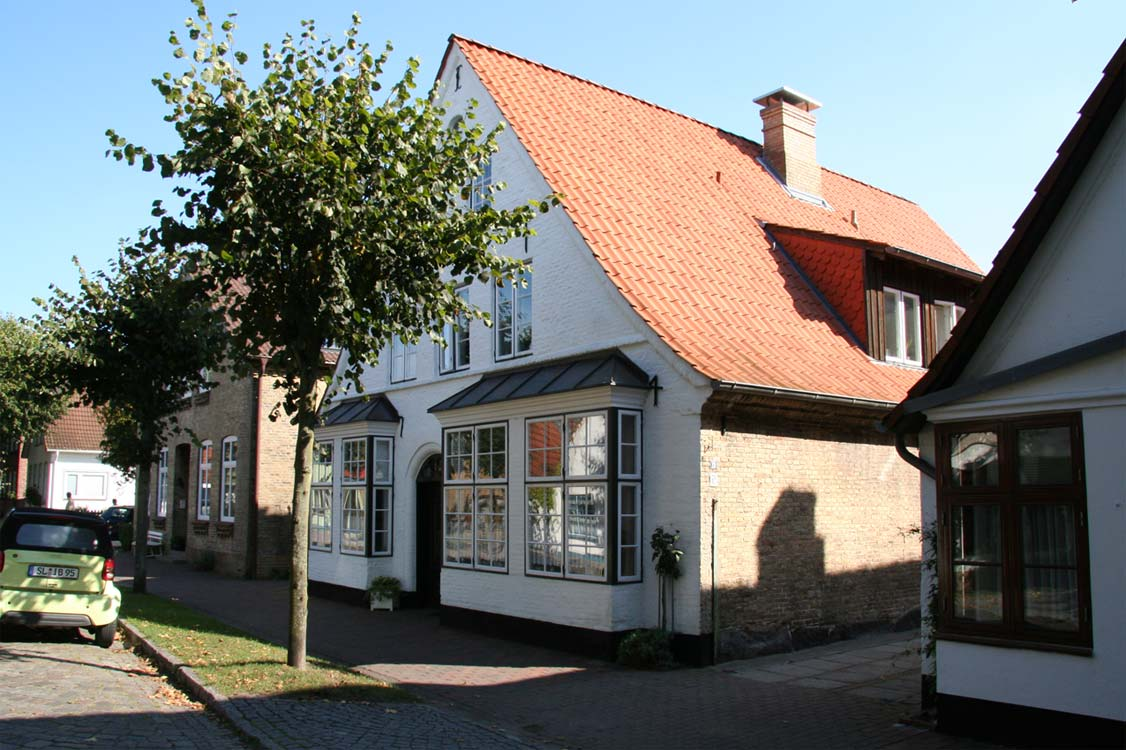
Ein Haus mit zwei Ausluchten: Lange Straße 19, das erste massiv errichtete Haus, erbaut 1764

Die Häuser des 17. und 18. Jahrhunderts waren Fachwerkhäuser, von denen einige wenige noch heute vorhanden sind (meist mit späteren Umbauten und Sanierungseingriffen). Die Größe der ersten Häuser kann heute an den Grundstücken Lange Straße 13 und 26 erahnt werden. Ein typisches Merkmal dieser Fachwerkhäuser sind die Ausluchten, Anbauten am Wohnzimmer des Hauses über die eigentliche Fassadenfront hinaus zur Straße hin. Die Utluchten gibt es an einigen Häusern sowohl doppelt, zu beiden Seiten der Eingangstür, wie auch einseitig, asymmetrisch zur Achse des Hauses. Hinter den Fenstern der Utluchten befanden sich die begehrtesten Plätze im Wohnzimmer des Hauses, da man von hier aus das Treiben auf der Straße beobachten konnte. Im 17. und 18. Jahrhundert blieb neben den Häusern ein breiter Gang als Zugang zu Hof und Garten bestehen, der sich bei im späten 18. und im 19. Jahrhundert errichteten Häusern auf äußerst schmale, im Charakter städtische Laufgänge reduzierte.
Im 19. Jahrhundert setzte sich als Bautyp allmählich das voll gemauerte Haus auf einem Fundament aus Felssteinen durch (z. B. Lange Str. 79). Typisch für diese Zeit sind die halbmondförmigen, vielfach unterteilten Giebelfenster im zweiten Obergeschoss, das als Dachboden zu Lagerzwecken genutzt wurde, sowie die großen mit Holzarbeiten reich verzierten Eingangstüren in der Mittelachse der Häuser. Innerhalb dieser Häuser führte ein zentraler Flur bis zum rückwärtigen Teil. Die vorderen Räume wurden meist als Wohnräume, die rückwärtigen als Wirtschaftsräume genutzt. Innerhalb der oberen Etage wurde höchstens der zur Straße hin gewandte Teil als Wohnraum genutzt, da es in dieser Zeit noch keine geeigneten Dämmtechniken für die Einkleidung der Dachschrägen gab. Das obere Geschoss wurde deshalb meist als Lagerplatz oder als Schlafraum für die Kinder genutzt.

### Stadtbild

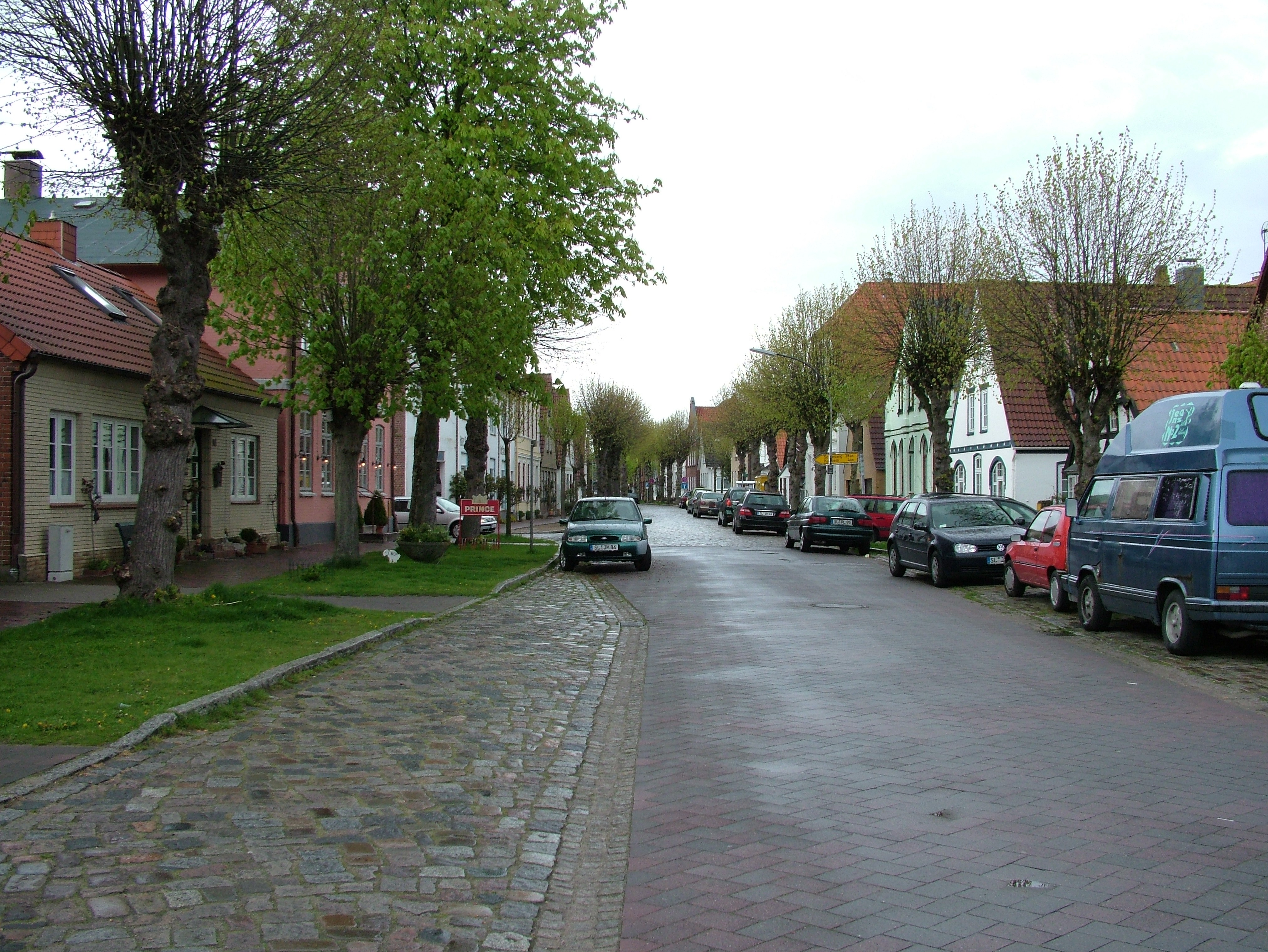
Die Verbreiterung der Langen Straße an der Stelle des früheren Teiches

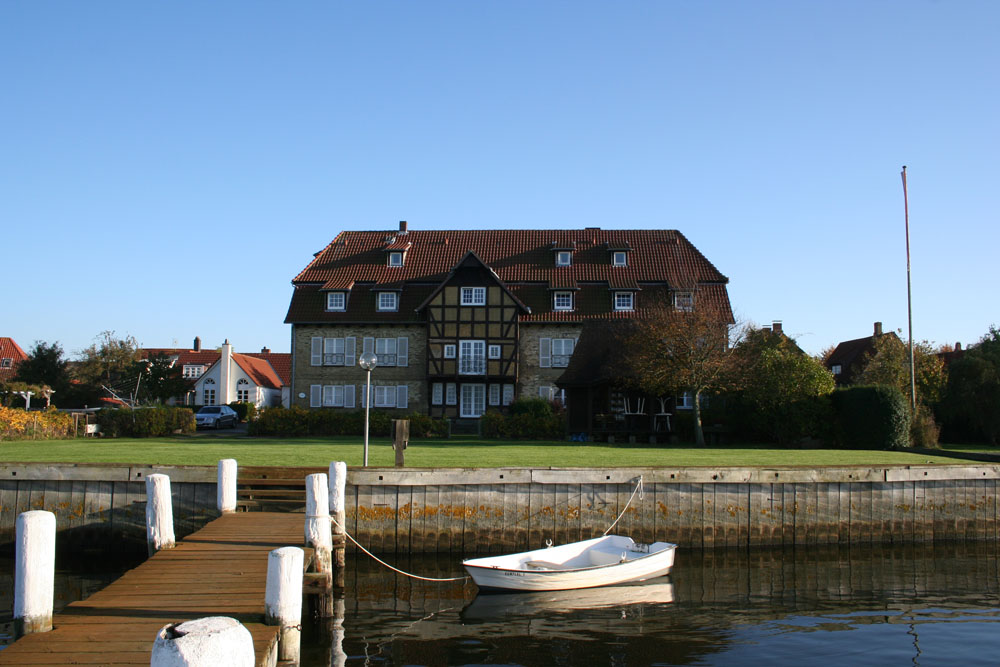
Das Mühlenhaus heute: Blick auf den von 1970 bis 1972 sanierten und zu einem Apartmenthaus umgebauten Getreidespeicher. Die dazugehörige Mühle wurde abgerissen wegen angeblicher „Baufälligkeit“.

Genau wie in Maasholm wurde das Stadtbild, das den Zweiten Weltkrieg noch vollständig überlebt hatte, im Ortszentrum mit Beginn der Umbauten in den 1960er und 1970er Jahren deutlich verändert. Teilweise wurden die Fachwerkhäuser komplett mit Rotklinker-Fassaden umbaut. Da auch die Größe und Proportionen der Fenster verändert wurden, unterschied sich das Ergebnis eines solchen Umbaus dann kaum von einem Siedlungsbau der Nachkriegszeit. Weitaus häufiger als ein Umklinkern kam jedoch das Einsetzen neuer, breiter Fenster vor, deren Proportionen sich grundlegend von denen der historischen Fenster unterschieden. Auf diese Weise wurde in diesen Jahrzehnten ein großer Teil der Häuser umgebaut – die Verwendung von Mahagoniholz anstelle der meist zweifarbig gestrichenen alten Fenster führte zu weiteren Abweichungen vom historischen Erscheinungsbild.
Im Ortszentrum ging die Neugestaltung so weit, dass mehrere für das Erscheinungsbild wichtige Häuser komplett abgerissen und durch in Material und Proportionen ungeeignete Neubauten ersetzt wurden. Im Zuge dieser Umbauten wurde unter anderem die historische Gaststätte „Schifferhaus“ abgerissen.
Dieser Entwicklung stellten sich ab den späten 1970er Jahren zugezogene Neu-Arnisser entgegen, die teilweise den baufälligen bzw. verbauten Häusern wieder ihre historischen Details (u. a. Lange Str. 19) zurückgaben.
Das äußere Bild der Stadt hat sich als Folge des wirtschaftlichen Niederganges im 19. und frühen 20. Jahrhundert bis heute relativ gut erhalten. Zwei Wohnbauten am nördlichen Ende der Halbinsel, dem Aar, wurden nicht in das Siedlungsraster eingefügt, sind aber noch im traditionellen Siedlungsbereich errichtet. Die für Arnis sehr hohe, derzeit noch vorhandene Reparaturhalle der ehemaligen Schiffswerft Otto Eberhard sorgte zur Zeit ihres Neubaus für heftige Debatten und wirkt auch heute von Angeln aus gesehen überdimensioniert. Gleichwohl hat auch dieser Eingriff zwar die Akzente verschoben, das Siedlungsbild aber nicht zerstört.
Ein Eingriff durch eine Reihe von Wohnneubauten am „alten Damm“ konnte nach erregten Debatten in der Stadtvertreterversammlung Ende der 1960er Jahre verhindert werden. Diese Veränderung hätte den auf die Fläche der ehemaligen Insel beschränkten Siedlungsbereich endgültig aufgelöst. Ein Schritt hierhin bedeuten schon die Bauten entlang der Zufahrtsstraße von Angeln her, wo seit dem Bau (1949) des Villa genannten Hauses des „Kohlenkönigs“ Nissen (Firma Hania) eine Reihe von Wohn- und Geschäftsbauten entstanden sind, u. a. der Stützpunkt am Segelhafen der heutigen WSG auf dem Gemeindegebiet der Nachbargemeinde Grödersby (s. u.).
Nachdem sich der Bau von weit in die Schlei hinausragenden Bootsanlegern, abgesehen von der genannten Anlage der WSG im Arnisser Noor, bislang auf den Bereich parallel zur Langen Straße beschränkt hat, wurde im Herbst 2005 in Arnis ein Projekt für eine neue Seebrücke diskutiert, die diesen Rahmen gesprengt hätte. Eine private Investorengruppe hatte beabsichtigt, vorgelagert vor der Anlage des Arnisser Friedhofs eine Seebrücke in die Schlei hineinzubauen, um u. a. eine Anlegestelle für die sich wieder im Aufwind befindliche Fahrgastschifffahrt zu schaffen. Dieses zu 50 % aus öffentlichen Mitteln zu fördernde Projekt wurde vom Bürgermeister Jan Willi Degen unterstützt, jedoch im November 2005 von der Stadtvertreterversammlung abgelehnt.

## Bewohner
Schon im 19. Jahrhundert war es Arnisser Bürgern bewusst, in einem besonderen Ort zu wohnen. Der Küster und Schullehrer Christopher Scharf war 1838 der erste Arnisser Bürger, der eine Chronik des Ortes als Buch veröffentlichte. 1941 schrieb Georg Thomsen, 1872 in Arnis als Sohn eines Kapitäns geboren, seine Lebenserinnerungen, die heute als eine der wichtigsten Quellen zu Arnis in der Zeit des Niedergangs der Schifffahrt gelten. Nachdem dieser Text bislang nur als Typoscript verfügbar war, erschien er 2017 zusammen mit anderen Artikeln Thomsens als Buch (s. Literatur). Weitere Chroniken wurden vom ehemaligen Arzt des Ortes, Walther Luth, im Jahr 1977 und von der Fischersfrau Liselotte Wiese im Jahr 2000 herausgegeben. Die Autobiografie des Kapitäns und zeitweiligen Auswanderers Peter Hansen aus Amalienburg bezog sich 1859 im Untertitel ausdrücklich auf Arnis. Eine umfassende politische sowie Sozial- und Wirtschaftsgeschichte veröffentlichte 2017 der in Arnis geborene Historiker und Fotograf Nicolaus Schmidt.
Die Arnisser gelten – ausgehend von der Gründungsgeschichte – als sehr dickköpfig und sind in Schleswig-Holstein über die Berichterstattung in den Medien bekannt für ihre Streitkultur, in der Nachbarn untereinander oder einzelne Arnisser bzw. Teile der Arnisser Bevölkerung gegen Entscheidungen ihrer Stadträte klagen. Im sprichwörtlichen „Pappelstreit“ ging es ab 2009 zuerst um das Fällen großer Pappeln entlang des Wanderwegs an den „Noorwiesen“. Die Pappeln sollten aus Sicherheitsgründen gefällt werden, da sie nicht mehr standfest seien. Dies wurde von einer Gruppe von Bürgern verhindert, da aus ihrer Sicht die Bäume in ihrer besonderen Größe zum Stadtbild gehören. Ein zweiter Pappelstreit entstand um die Kosten für die erforderliche Sanierung der Pappeln. Per Gerichtsbeschluss wurde dann 2011 festgestellt, dass die Kosten von der Stadt zu tragen sind, obwohl sie auf Privatgrundstücken stehen. Der Wanderweg mit den mehr als 90 Jahre alten Pappeln sei als öffentliches Ensemble zu werten – die Anpflanzung vor dem Zweiten Weltkrieg war nicht exakt außerhalb der Grundstücksgrenzen erfolgt.

## Politik

### Stadtvertretung
- SSW: 5
- BfA: 4

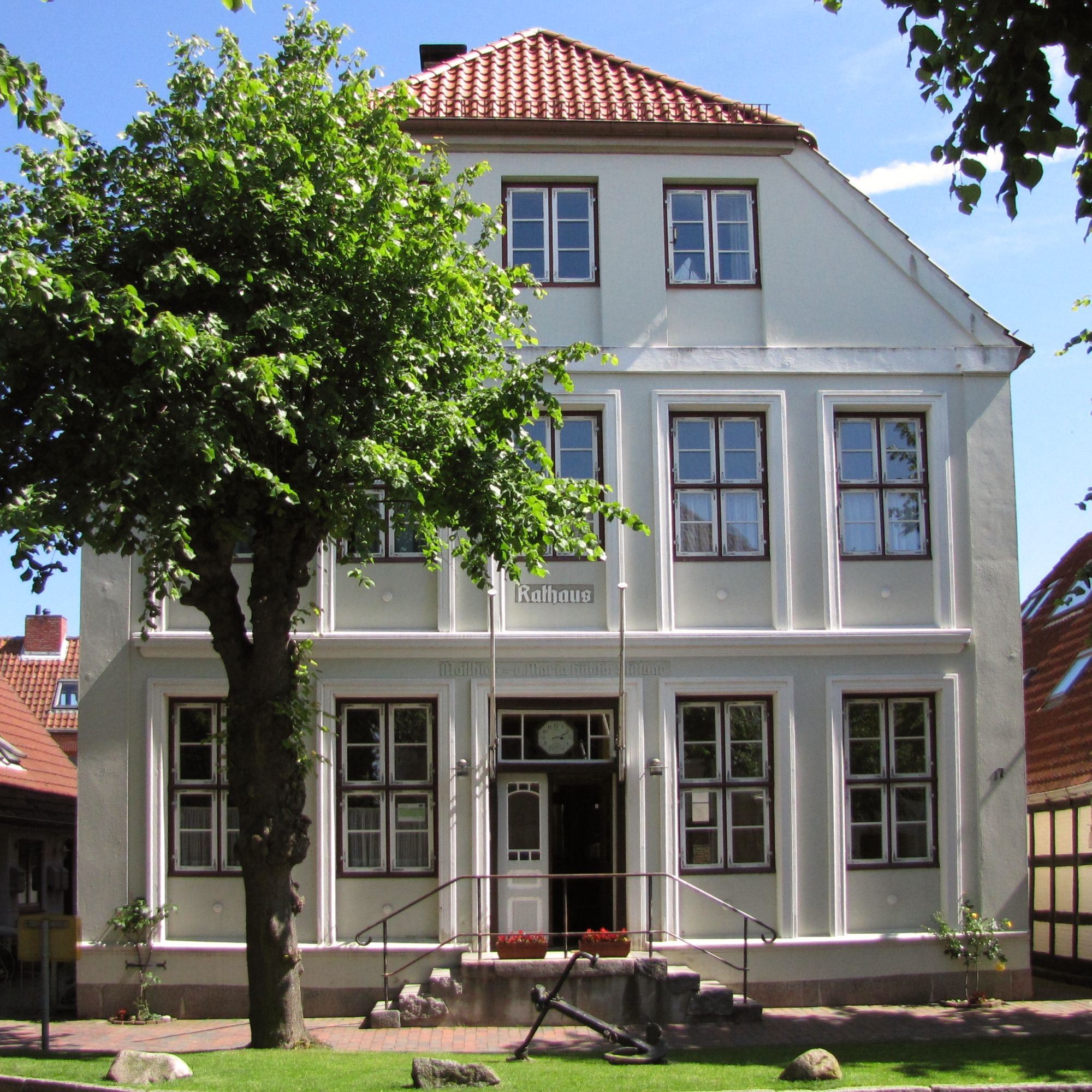
Das Rathaus von Arnis – erbaut 1805 vom Reeder Hinrich Klinck, der Stadt Arnis später überlassen von der Matthias und Maria Hübsch Stiftung. (Foto 2012)

Von den neun Sitzen in der Stadtvertretung hat die Wählergemeinschaft BfA seit der Kommunalwahl 2023 vier Sitze, der SSW hat fünf Sitze. Von 2018 bis 2021 hatte Arnis mit Marina Brügge vom SSW zum ersten Mal eine Bürgermeisterin. Der derzeitige Bürgermeister ist Jens Matthiesen (SSW).

### Wappen
Blasonierung: „Unter goldenem Schildhaupt, darin eine liegende blaue Netznadel zwischen zwei aufrechten blauen Lindenblättern, in Blau ein einmastiges goldenes Segelschiff mit voller Besegelung, Flagge und Wimpel.“

## Einrichtungen
In der Stadt gibt es heute nur noch einen dänischen Kindergarten im Gebäude der ehemaligen dänischen Schule. Die nächste Vor- und Grundschule befindet sich in Habertwedt, einem Ortsteil der Nachbargemeinde Grödersby, die weiterführenden Schulen im etwa fünf Kilometer entfernten Kappeln. Ebenfalls in Kappeln findet sich die nächste dänische Schule.
Die Schifferkirche dient den evangelischen Christen. Das Kirchspiel Arnis gehört mit den Kirchspielen Loit und Neukirchen zu den kleinsten Angelns.

## Vereine
Arnis hat drei Segelclubs: den seit 1907 bestehenden Arnisser Segelclub e. V. (ASC) mit Sitz und Segelhafen in Kappeln, die Wassersportgemeinschaft Arnis-Grödersby e. V. (WSG Arnis-Grödersby) mit Sitz am Arnisser Noor (Clubhaus zu Grödersby gehörend) und den örtlich ansässigen Segel-Verein Arnis (SVA).
Die Freiwillige Feuerwehr Arnis wurde 1886 gegründet. Der Arnisser Turn- und Sportverein spielt heute im Ort selbst nur noch eine geringe Rolle, blickt aber auf eine lange Tradition zurück. Die Sydslesvigsk Forening (SSF), der Kulturverein der dänischen Minderheit wurde 1945 gegründet und trifft sich in der ehemaligen dänischen Schule.
Im Jahr 2017 wurde zusammen mit Bürgern aus Rabenkirchen und Grödersby der Kirchenbauverein der Kirchengemeinde Arnis-Rabenkirchen e. V. gegründet, der den baulichen Erhalt der Schifferkirche Arnis und der Marienkirche in Rabenkirchen zum Zweck hat.

## Kultur und Sehenswürdigkeiten

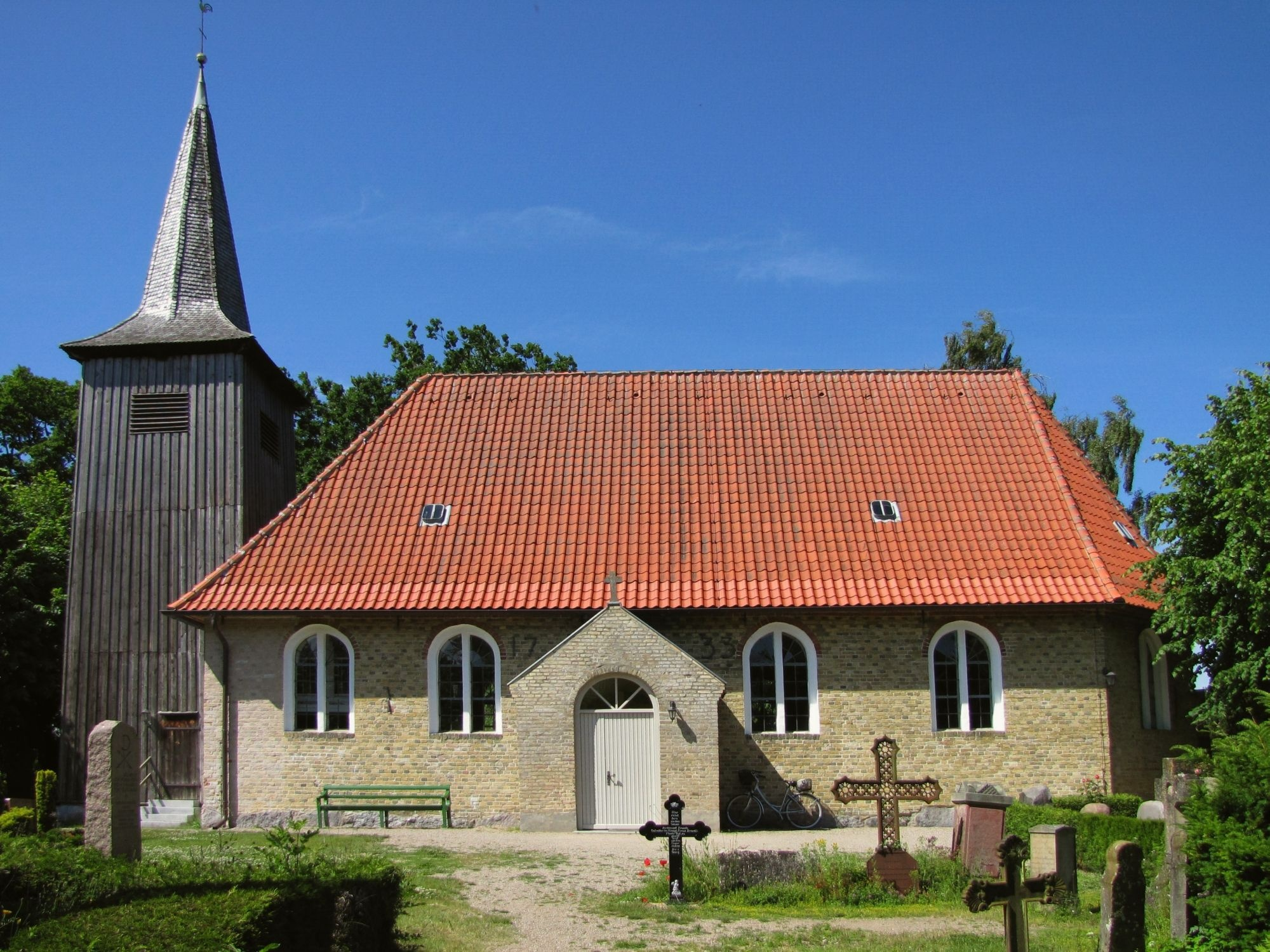
Die Schifferkirche in Arnis

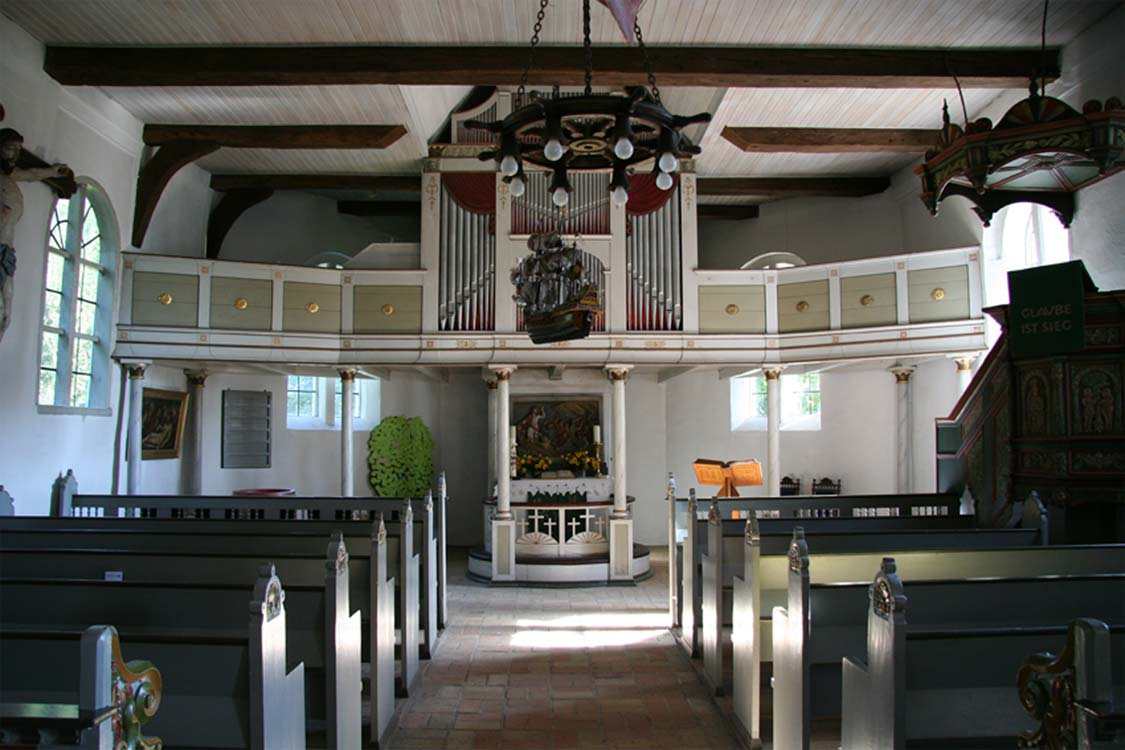
Der Kirchenraum

Arnis stellt als dicht bebaute Halbinsel in der Schlei eine städtebauliche Besonderheit dar, die Bebauung spiegelt immer noch die Planung aus der Gründungszeit wider. Im natürlichen Schutz des Noores gibt es einen Segelhafen, dazu kommen drei Werften, mehrere Hallen als Winterlagerplätze für Segelboote sowie eine Seilfähre über die Schlei. Arnis ist vom Wasser geprägt. Man kann die Stadt auf einem Fußweg entlang des Schleiufers, über die Werftgelände und entlang der Noorwiesen in weniger als einer halben Stunde umrunden. Die Mischung aus Gärten, Werften und Anlegern für Segelboote auf der Südostseite bietet eine in dieser Form seltene städtebauliche Durchdringung von Arbeiten, Wohnen und touristischer Nutzung. Sehenswert ist die Kirche (die Fachwerkwand stammt noch aus der Zeit des Baus von 1669) und die Anlage des Friedhofs auf einer Erhebung, die sich auf den Resten einer Verteidigungsanlage (s. Schwonsburg) aus der Zeit Erichs von Pommern gründen soll. In der Kirche zählen die Votivschiffe, die Kanzel aus dem Jahr 1573 sowie das Gemälde „Die Kreuzaufrichtung“ (s. o.) zu den wichtigsten Teilen der Ausstattung. Die Lange Straße bildet die Mittelachse und zugleich den größten Reiz der Stadt, mit ihren gekappten Linden und den noch verbliebenen Fischerhäusern aus dem 18. Jahrhundert. Besonderheiten sind die Stockrosen an vielen Häusern sowie die Klönbänke, die seit einigen Jahren wieder vor den Häusern aufgestellt werden. Die nächste größere Stadt ist Kappeln.
In der Liste der Kulturdenkmale in Arnis stehen die in der Denkmalliste des Landes Schleswig-Holstein eingetragenen Kulturdenkmale.

### Regelmäßige Veranstaltungen
Im Sommer finden das Stadtfest und das Sommerfest des DRK statt, am ersten Wochenende im August das Festival Musik am Noor in einer Werfthalle und Anfang September die „Speck-Regatta“, die vom Arnisser Segelclub, dem ASC, veranstaltet wird.
Die Speck-Regatta wird seit 1920 veranstaltet. Da die Wirtschaftskrise reguläre Preise für die Teilnehmer unmöglich machte, wurden damals gespendete Lebensmittel als Preise vergeben. Diese Tradition hat sich bis heute erhalten, der Sieger bekommt Speck und einen Erinnerungsteller, weitere Preise werden in der Form von Naturalien vergeben. Die Regatta ist heute eine der wichtigsten auf der Schlei, die Zahl der teilnehmenden Boote ist von 15 im Jahr 1920 auf mehr als 100, die in verschiedenen Klassen fahren, gestiegen.

### Feier zum 350. Geburtstag

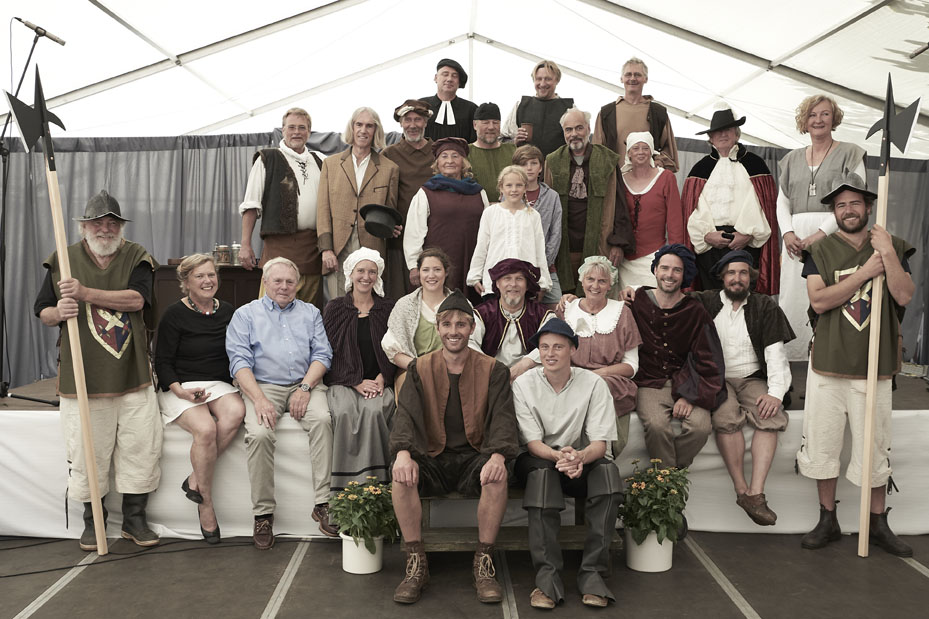
Gruppenfoto der Theatergruppe aus Arnis, die im Jahr 2017 anlässlich der 350-Jahre-Feier der Stadt das Theaterstück „Der Auszug nach Arnis“ geprobt und am 8. und 9. Juli in einem Festzelt in Arnis aufgeführt hat

Am 8. Juli 2017 feierte die Stadt ihren 350-jährigen Geburtstag mit Musik, Theater, Kunsthandwerk und Lichtershow. Die 275 Einwohner (Stand 2016) trafen ein Jahr lang Vorbereitungen für den Festakt, der mit einem deutsch-dänischen Gottesdienst in der Schifferkirche begann, gefolgt von einem bunten Festumzug durch die Stadt und einem Jubiläumsfest im Festzelt mit dem Landrat Wolfgang Buschmann und dem dänischen Generalkonsul aus Flensburg, Henrik Becker-Christensen, sowie Ehrengast Hans-Joachim Grote, dem neuen Innenminister Schleswig-Holsteins, der die Glückwünsche des Ministerpräsidenten Daniel Günther überbrachte. Im Rathaus wurde eine Ausstellung zur Geschichte der Stadt eröffnet, die von Nicolaus Schmidt erstellt worden war. Während Arnisser Segler eine Jubiläumsregatta auf der Schlei veranstalteten, waren der Gaffelsegler Catarina und das Wikingerschiff Sigyn für Gäste des Festes zu besichtigen.
Am 8 und 9. Juli wurde im Festzelt jeweils vor 350 Zuschauern das Theaterstück Der Auszug nach Arnis aufgeführt. Das Theaterstück basiert in der ersten Hälfte auf dem in den 1950er-Jahren vom Hans Bürgin (Lehrer an der Klaus-Harms-Schule in Kappeln) geschriebenen Kappelner Heimatspiel. Die Umarbeitung und Ergänzung mit einer komplett neuen zweiten Hälfte erfolgte durch Hendrik Horn (Arnis) und Nicolaus Schmidt. Die plattdeutschen Texte stammen von Elke Horn (Arnis), die auch Regie geführt hat. 2019 wurde von dieser Theatergruppe in der M&P-Halle am Noor ein weiteres Theaterstück zur Arnisser Geschichte aufgeführt, Der Kampf um Schleimünde, in dem es um den schwierigen Bau der heutigen Schleimündung geht. Autoren des Stückes sind wiederum Hendrik Horn, Nicolaus Schmidt und Elke Horn.
Die Aufführung von Theaterstücken, die sich mit der Gründungsgeschichte beschäftigen, hat Tradition in Arnis. Bereits zur 200-Jahr-Feier wurde am 15. Mai 1867 im Gildehaus, in der „Meyerschen Gaststätte“ (heutiges Haus Lange Straße 79), ein solches Stück aufgeführt, Die Gründung von Arnis. Überliefert sind die Namen der Schauspieler, aber nicht der Autor des Stückes.

## Wirtschaft

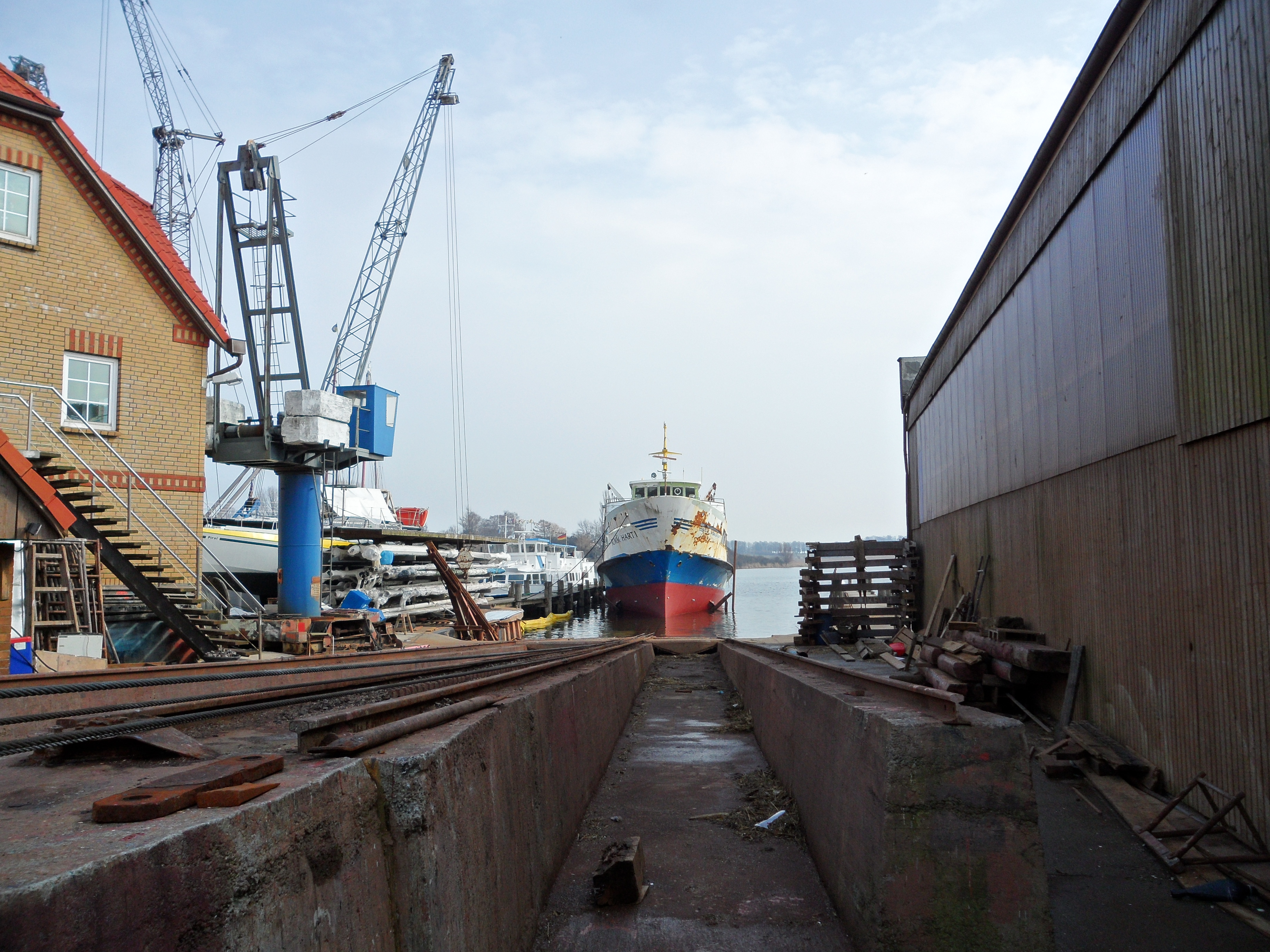
Slipanlage einer Arnisser Werft (2011)

In Arnis gibt es neben Gastronomiebetrieben mehrere Gewerbebetriebe, die sich vor allem auf den Segelsport und die Schifffahrt spezialisiert haben. Die Einkaufsinfrastruktur hat sich fast vollständig aufgelöst; übrig geblieben ist eine Backstube mit Café. Während in den 1950er Jahren Lebensmittel noch in sechs Geschäften gekauft werden konnten, reduziert sich das Angebot heute auf die Stände eines kleinen Wochenmarktes. Daneben gibt es eine Reihe von Geschäften für den touristischen Bedarf sowie eine Töpferei.
Im Januar 2018 haben die Städte Arnis und Kappeln zusammen mit neun benachbarten Gemeinden wie dem auf der anderen Schleiseite gelegenen Sundsacker einen Zweckverband zur Gewerbeansiedlung gegründet.
Von besonderer Bedeutung für den Ort ist mit jährlich rund 12.000 Übernachtungen der Fremdenverkehr und der Segelsport. Sowohl auf der Noorseite als auch der längeren Schleiseite gibt es kleinere und größere Steganlagen für Dauerliegeplätze von Segelbooten.
Der Boots- und Schiffbau, der bis in die ersten Jahre des 21. Jahrhunderts die wichtigste Rolle gespielt hatte, wird nach einer zwischenzeitlichen Schließung der 1909 gegründeten Schiffswerft Otto Eberhardt auf einem etwas niedrigeren Niveau fortgeführt. Insgesamt gibt es direkt in Arnis vier Werften, im benachbarten Königstein am Noorausgang eine fünfte, die von einem Arnisser Bootsbauer betrieben wird. Der Schwerpunkt der Arbeit liegt heute in der Wartung, Pflege und Restaurierung von historischen Jachten und Schiffen. Die Wiedereröffnung der Schiffswerft Otto Eberhardt Ende 2017 wurde insbesondere von den Unternehmen der Schleischifffahrt begrüßt, die zwischenzeitlich ihre nur für die Binnenschifffahrt zugelassenen Ausflugsdampfer unter schwierigen Bedingungen zur Reparatur nach Dänemark verbringen mussten. Als Zukunftsperspektive wird die Werft die Produktion von schwimmenden Häusern in ihr Programm aufnehmen. Die Yacht- und Bootswerft Matthias Paulsen führt die Tradition des Yachtbootsbaus in Mahagoni der früheren Werft Matthiesen & Paulsen fort. Diese war die Keimzelle für die heute deutschlandweit einmalig hohe Dichte an Betrieben im Bereich Bootsbau/Bootszubehör im Bereich der östlichen Schlei. Die Schiffswerft Heinrich Eberhardt ist heute eine Mischung aus Marina und Plattform für kleinere Bootsbauprojekte. Auf diesem Gelände operiert auch die Balticat Werft, die Serienkatamarane aus kohlenstofffaserverstärktem Kunststoff und aus formverleimten Sandwichplatten herstellt. Ein großer Teil der Betriebe von Arnis bis Maasholm hat sich heute unter „schleiboot.de“ organisiert. Die M&P Jachtwerft Paulsen am Arnisser Noor stellt jeweils im August ihre Halle für das Musikfestival „Musik am Noor“ zur Verfügung, das inzwischen zu einer jährlichen Attraktion im nördlichen Schleswig-Holstein geworden ist.

## Verkehr
Arnis ist über die Bundesstraße 201 von Schleswig nach Kappeln oder über die Bundesstraße 199 von Flensburg nach Kappeln zu erreichen. Der nächste Bahnhof befindet sich in Süderbrarup und der nächste Flugplatz in Kiel-Holtenau.
Zum Bahnhof Süderbrarup gibt es eine Busverbindung, weitere Busverbindungen bestehen nach Schleswig, Kappeln, Flensburg und Eckernförde.
Im Sommerhalbjahr verkehrt über die Schleienge nach Schwansen hinüber eine seilgeführte Motorfähre.

## Persönlichkeiten

Jakob Georg Christian Adler, Generalsuperintendent für Holstein und Schleswig, mit Großkreuz des Dannebrog-Ordens (Bruststern und Kreuz) und Ehrenzeichen des Dannebrog-Ordens (Detail eines Gemäldes, heute im Schleswiger Dom)

Über die Jahrhunderte hinweg waren sehr viele der männlichen Einwohner Matrosen, Steuerleute oder Kapitäne. Einige der Reeder und Schiffer sind über die auf dem Arnisser Friedhof erhaltenen Grabsteine oder über die Schenkungen (Gemälde) an die Kirche mit Namen und Lebensdaten dokumentiert. Seit Ende 2018 sind einige Biografien zu herausragenden Persönlichkeiten auf dem Friedhof als „Sprechende Steine“ über einen QR-Code auf dem Handy als Audiodatei zugänglich.
Hinrich Klinck war um 1800 der reichste Reeder im Ort und hatte 1808 den damaligen napoleonischen Marschall Jean-Baptiste Bernadotte in seinem neuen Haus zu Gast, dem heutigen Rathaus. Als dieser 1813 in den Napoleonischen Kriegen die Seiten gewechselt hatte und die preußisch-schwedischen Truppen durch Schleswig-Holstein gegen Dänemark führte, schlug sich Klinck durch die Fronten zu ihm durch und erhielt einen Freibrief für Kappeln und Arnis. Die beiden Flecken blieben damit in diesem „Kosackenwinter“ im Gegensatz zu anderen Städten von Zerstörungen und Plünderungen verschont. Jean-Baptiste Bernadotte wurde als Karl XIV. Johann schwedischer König und ist Begründer des heutigen schwedischen Königshauses.
Unter den Söhnen der Stadt sticht außerdem der Theologe Jacob Georg Christian Adler (1756–1834) heraus, der unter anderem Professor an der Universität Kopenhagen war, mit dem höchsten dänischen Orden, dem Dannebrogorden, ausgezeichnet wurde und als Orientalist im arabischen Raum Bekanntheit erlangte. Adlers Vater, der Theologe und Altertumsforscher Georg Christian Adler (1724–1804), war von 1755 bis 1758 Pastor in Arnis.
Weitere Persönlichkeiten:
- Friedrich Marquard Meyer (1769–1834), Theologe
- Niclas Matthias Petersen (1798–1881), Gymnasiallehrer und Schriftsteller
- Johann Martin Graack (1816–1899), Künstler
- Gadso Weiland (1869–1915), Künstler des Jugendstils – Weiland lebte von 1903 bis 1914 in Arnis
- Otto Soltau (1885–1915), Künstler
- Nicolaus Schmidt (* 1953), Künstler und Historiker